# Hyperion (álbum de Gesaffelstein)
Hyperion (en español Hiperión) es el segundo álbum de estudio del disc jockey francés Gesaffelstein, lanzado el 8 de marzo de 2019. El álbum incluye los sencillos "Reset", "Lost In The Fire" con The Weeknd y "Blast Off" con Pharrell Williams.

## Antecedentes
Gesaffelstein firmó con Columbia Records en octubre de 2018, y al mes siguiente, se anunció en un breve comunicado de prensa que lanzaría nueva música «pronto».

## Promoción
Gesaffelstein promocionó el álbum con carteles «misteriosos» y publicaciones en redes sociales durante todo noviembre; la portada del álbum y el título se compartieron en una cartelera en Miami en diciembre de 2018. El sitio web Dancing Astronaut declaró que no estaba claro si la cartelera con un «aplastante panel negro» era la portada o contendría otra imagen. El lanzamiento del álbum fue precedido por el lanzamiento de tres sencillos, «Reset», «Lost in the Fire» y «Blast Off». El primero se lanzó el 29 de noviembre de 2018, el segundo se lanzó el 11 de enero de 2019 y el tercero se lanzó el 1 de marzo del mismo año.

## Recepción

### Crítica
Tras su lanzamiento, Hyperion recibió críticas mixtas, por no decir, negativas. En una revisión positiva, Kat Bein de Billboard declaró que Hyperion era bueno, complementando la cohesión del álbum y la lista experimental de canciones. Larry Fitzmaurice de Pitchfork en una crítica mixta, le otorgó al álbum una calificación de 5.0 de 10. Fitzmaurice dijo que la producción de Lévy era un «intento de nivel presupuestario para replicar ... a otros artistas», y finalmente llamó a Lévy un artista que no se ha definido a sí mismo, y afirmó que «si bien tiene coherencia de su lado, la verdadera evolución artística permanece inalcanzable para Lévy». Luke Morgan Britton de NME criticó las colaboraciones por no capturar cualidades únicas de los invitados y encontró el álbum «sin dirección».

## Lista de canciones
| N.º   | Título                                      | Letras                                                                       | Duración |  |
| 1.    | «Hyperion»                                  |                                                                              | 2:53     |  |
| 2.    | «Reset»                                     |                                                                              | 3:25     |  |
| 3.    | «Lost In The Fire» (con The Weeknd)         | Ahmad Balshe, Nathan Donmoyer, Mike Lévy, Jason Quenneville, Abel M. Tesfaye | 3:22     |  |
| 4.    | «Ever Now»                                  |                                                                              | 1:38     |  |
| 5.    | «Blast Off» (con Pharrell Williams)         | Mike Lévy, Pharrell L. Williams                                              | 3:55     |  |
| 6.    | «So Bad» (con Haim)                         | Andrew W. Blakemore, Alana M. Haim, Danielle S. Haim, Este Haim, Mike Lévy   | 3:36     |  |
| 7.    | «Forever» (con The Hacker y Electric Youth) | Michel Amato, Mike Lévy                                                      | 4:31     |  |
| 8.    | «Vortex»                                    |                                                                              | 2:37     |  |
| 9.    | «Memora»                                    |                                                                              | 3:37     |  |
| 10.   | «Humanity Gone»                             |                                                                              | 10:42    |  |
| 40:16 |                                             |                                                                              |          |  |